# ベラリプリド
ベラリプリド(Veralipride)は、閉経による血管運動症状の治療のために用いられる神経弛緩薬である。1979年に初めて使用が認可された。アメリカ合衆国では、未だ認可されていない。
これを服用した女性は、パーキンソニズムに加えて、非常に早い年齢でパーキンソン病を発症し、はるかに急速に進行し、非常に早い年齢で死亡した。また、腫瘍、うつ病、認知症など、他の深刻な影響も引き起こしている。このため、サノフィ研究所はそれがもたらす深刻な副作用を把握しており、健康な女性がその後何年も服用し続けることを許可していたという事実にもかかわらず、その販売は中止された（さらに数年後、すべての国で禁止された後にメキシコでの販売が許可され、ほぼ15年間販売された)。 ヨーロッパでは、米国によって承認されたことのない薬。
2006年9月には、スペインの市場から撤退した。その結果、欧州委員会は欧州医薬品庁に問題を付託した。2007年7月、欧州医薬品庁は、ベラリプリドの市場からの撤廃を勧告した。